# Luis Bazoberry
Luis Bazoberry García (Cochabamba, 1902-1964) es un Fotógrafo y Director de Cine de Bolivia. Durante la época de La Guerra del Chaco (1932-1935), fue contratado y nombrado jefe de la sección de Aerofotogrametría del ejército, volviéndose uno de los pocos fotógrafos que sirvieron en el ejército.[cita requerida]
La única película que se conoce de él fue un documental filmado en el campo de batalla, esta película fue nombrada como "La guerra del Chaco" y reestrenada como "Infierno verde". Después de la filmación, Bazoberry permaneció durante unos meses en el ejército, y al licenciarse, continuó su carrera de fotógrafo, hasta su muerte.

## Biografía
Luis Bazoberry García nació en la ciudad de Cochabamba, en 1902. Proviene de una familia acomodada en esta ciudad, donde vivió en la calle Mayor Rocha, entre España y Baptista, a pesar de haber vivido también un tiempo fuera de esta ciudad. Fue en esta donde falleció el 3 de agosto de 1964.
No hay datos fiables sobre su  etapa de educación, pero podemos deducir que se incursionó siendo muy joven en la fotografía, puesto que entre la década de 1920 y 1930 era dueño de dos estudios fotográficos, ambos nombrados “Foto Bazoberry”: uno en la ciudad de Cochabamba, en la calle Argentina, y otro en la ciudad de La Paz, en la calle Yanacocha. Los historiadores del Cine de Bolivia como  Alfonso Gumucio Dagron y Pedro Susz Kohl, coinciden en que Bazoberry es el primer cineasta cochabambino, aunque no hay muchos datos que puedan asegurar esta afirmación.
Bazoberry sobresale por haber documentado y rodado su película al formar parte del ejército boliviano en el año 1932, cuando inicia la Guerra del Chaco. En un inicio lo contrataron para fotografiar los hospitales de campaña hasta que fue llamado por el General Sanjinés, quién le ordena presentarse ante el Comando Superior conformado por el General Peñaranda y el entonces Coronel Toro, quienes encargaron a Bazoberry que se hiciese cargo de la Sección Aerofotogramétrica.
Él no contaba con el apoyo oficial que otros cineastas contaron para hacer películas del Chaco. Bazoberry tuvo que hacer la película por su cuenta aprovechando el trabajo de Aerofotogramétrica para grabar en los vuelos sobre los campos de batalla y sus largas estadías en los campamentos.  Pero al estar en medio de la batalla le permitió capturar dos puntos de vista: La primera en primer plano las batallas de los humanos, son tomas en plena batalla, campamentos de descanso, soldados escribiendo cartas o recortando su cabello, soldados muertos en el piso, camiones armados y equipados, incluso el presidente Salamanca visitando el Chaco;  La segunda en plano general tomado desde planos aéreo, gran parte de las fotografías aéreas de esta guerra fueron capturadas por Bazoberry, al menos de las que están en los registros bolivianos.

## Antes de su primera película
En una entrevista realizada al hijo de Luis Bazoberry, nos cuenta que aparte de tomar las fotografías por las que había sido contratado, su padre llevó una filmadora pequeña, de Pathé hecho por cuerda, que contaba con rollos de apenas 25 metros. En el campo debió haber capturado al rededor de 25.000 metros de escenas cotidianas y en el campo de batalla, tuvo dificultades al momento de grabación. Además, a su alrededor existía mucho pesimismo sobre su trabajo y varias burlas hacia él, siendo la dificultad más grande con la que se topó la de guardar los rollos que había grabado, pues el clima chaqueño (40 grados) había destruido gran parte de su trabajo realizado hasta ese entonces. Debido a ello, tomó la decisión de enviar los rollos a su familia a medida de que grababa.
En octubre del año 1935, Bazoberry fue a Barcelona en España para realizar la edición de su película documental con 3 mil metros de rollos en buen estado, ya que en Bolivia no existían los recursos para poder realizar la posproducción, por lo que decide invertir todos sus recursos en los laboratorios Bosch. A su vez trabaja en este estudio haciendo cortos comerciales para poder financiar el costo y su estadía por un año,  ya que su familia, antes acomodada , ya estaba pasando circunstancias desventajosas.
A finales de septiembre de 1936 se estrena en el Teatro París, pasando luego al Cine Mignón y al Teatro Municipal, todos escenarios de La Paz. Aunque la película no tuvo éxito en la exhibición, ni aquí ni en otros países vecinos, el trabajo final de este film es un testimonio vivo de la sensibilidad artística de Bazoberry. 

## Argumento
La película inicia con imágenes de soldados muertos en batalla acompañada con el sonido del Himno Nacional de Bolivia, seguido de ello se muestran retratos de personajes históricos de esta guerra, entre ellos: Daniel Salamanca, David Toro, Germán Busch, Enrique Peñaranda. Podemos ver la guerra desde planos aéreos hacia los campos de batallas,  la evolución de  los aviones, soldados que se arrastran sobre los espinos, heridos siendo transportados en camillas y soldados de ambos lados muertos.
La guerra termina con una escena de armisticio en Buenos Aires con los dos representantes de Paraguay y Bolivia, pañuelos blancos en lugar de fusiles, los antes enemigos dándose abrazos, la película termina con un plano de los excombatientes frente al Palacio de Gobierno, en La Paz. . Todo acompañado por la música de Rimsky Korsakov que junto al montaje dramatizaba más las escenas. 

## Después de la película
Bazoberry vendió dos copias de La Guerra Del Chaco al empresario del Teatro Princesa, Simón Audino, quien exhibiría una en Paraguay y otra en Bolivia. Con las copias restantes, Bazoberry fue a Argentina para hacer un contrato con Paramount, quien le hizo censurar las primeras imágenes de los héroes bolivianos.Finalmente, se exhibió la película en una función privada en Buenos Aires, con el presidente de Bolivia y el embajador de Paraguay, provocando que después, al final de esta película se prohibió la exhibición al público.
Luis Bazoberry regresó a Bolivia desilusionado por su carrera de cineasta. En los años 50 hizo otra exhibición en Cochabamba donde los comentarios fueron positivos; Raúl Montalvo hizo críticas positivas que alaban las condiciones de filmación y su emoción patriótica que transmitía la película.
A pesar de no haber tenido tan buena crítica antes, queda en la historia del Cine de Bolivia. La película fue repuesta en la cartelera del Cine Tesla en La Paz en 1962, al recordarse 30 años del inicio de la guerra entre Bolivia y Paraguay.